# Polygéline
Vous pouvez aider à l'améliorer ou bien discuter des problèmes sur sa page de discussion.
- Son texte doit être wikifié : il ne correspond pas à la mise en forme Wikipédia (style, typographie, liens internes, liens entre les wikis, etc.). (Marqué depuis mai 2025)
- Il est à actualiser. Certains passages sont obsolètes ou annoncent des événements désormais passés. (Marqué depuis juillet 2025)

La polygéline, est un médicament commercialisé entre autres sous la marque Haemaccel.

## Usage médical
La polygéline st un type de colloïde intraveineux utilisé pour traiter le choc hypovolémique,. Cela inclut les cas dus à des saignements, à une perte de liquide et à une pancréatite,. Le médicament est administré par injection dans une veine.

## Effets secondaires
Les effets secondaires de ce médicament peuvent inclure l'anaphylaxie, avec respiration sifflante, hypotension artérielle et urticaire, qui survient dans environ 0,8 pour cent des cas,,. 

## Histoire
La médicament a été fabriqué pour la première fois en 1962 par Schmidt-Thome. Bien qu'utilisé en Europe, il n'est pas disponible aux États-Unis. Il figure sur la liste des médicaments essentiels de l'Organisation mondiale de la santé comme alternative au dextran 70.